# Trypogeus albicornis

Trypogeus albicornis  (лат.) — вид жуков-усачей рода Trypogeus из подсемейства Dorcasominae. Юго-Восточная Азия: Малайзия, Индонезия (Ява).

## Описание
Среднего размера жуки-усачи (длина самцов 9—11 мм, ширина около 3 мм; длина самок 14—16 мм, ширина около 5 мм), желтовато-коричневого цвета. Усики коричневые с буровато-чёрными 3—8 члениками и белыми 9—11 сегментами. Голова и пронотум чёрные. Усики достигают конца надкрылий. Пронотум субцилиндрический, слегка шире своей длины. Надкрылья узкие.
Вид был впервые описан в 1869 году, а его валидность подтверждена в 2015 году в ходе родовой ревизии, проведённой испанским энтомологом Эдуардом Вивесом (Eduard Vives, Museu de Ciuències Naturals de Barcelona, Террасса, Испания).